# Петко Славейков (село)
Вижте пояснителната страница за други значения на Петко Славейков.
Пèтко Славèйков е село в Северна България, община Севлиево, област Габрово.

## География
Село Петко Славейков се намира на около 35 km северозападно от центъра на град Габрово, 12 km запад-северозападно от град Севлиево и 23 km изток-югоизточно от град Ловеч. Разположено е в средната част на Предбалкана, в южното подножие на Севлиевските височини.. Обградено е от възвишения: на северозапад Еркянгюне (493,7 m), след поредица по-ниски на североизток Коджамеше (492,2 m), на запад Калето (540,5 m), на изток Овдин баир (580,7 m), на юг отвъд първокласния път – Текето (617,4 m). Надморската височина в селото на площада в центъра му е около 346 m, нараства до около 360 m на север, а на юг намалява до около 320 m. Климатът е умереноконтинентален, почвите в землището са главно еродирани тъмносиви и сиви горски почви. Южно от селото има микроязовир.
Северно от село Петко Славейков минава третокласният републикански път III-401, водещ на изток към Севлиево, а на запад – към Ловеч. На около километър южно от селото минава първокласният републикански път I-4, съвпадащ с Европейски път Е772. Селото има пътни връзки и с двата републикански пътя.
Населението на село Петко Славейков, наброявало 1933 души при преброяването към 1934 г. и 2117 към 1946 г., намалява до 1550 към 1992 г. и 1398 към 2001 г. и наброява 922 души (по текущата демографска статистика за населението) към 2019 г.
При преброяването на населението към 1 февруари 2011 г., от обща численост 1070 лица, за 265 лица е посочена принадлежност към „българска“ етническа група, за 777 – към „турска“, за 9 не е даден отговор и за останалите не са посочени данни в източника.

## История
Селото носи името Аканджилари до 1934 г., когато е преименувано на Петко Славейков по предложение на тогавашния директор на училището Стефан Хаджиминев.
Църквата „Света Параскева“ е построена през периода 1910 – 1913 г., осветена е на 27 септември 1913 г. (Петковден по стар стил) от търновския митрополит Филип.
Училището е създадено през 1893 г. като начално училище „Св. св. Кирил и Методий“. През 1928 г. е открит първи прогимназиален клас (сегашен пети клас), през 1930 г. е открит втори прогимназиален клас (сегашен шести клас), а през 1931 – 1932 учебна година по предложение на директора Стефан Хаджиминев е открит трети прогимназиален клас (сегашен седми клас), с което училището става пълна прогимназия – Народно основно училище „Св. св. Кирил и Методий“. През 1933 г. е построена пристройка към училищната сграда, която се използва от 1933 – 1934 учебна година за новооткритите прогимназиални класове. През 1936 г. е създадено частно турско училище в село Петко Славейков, след 1956 г. – Народно основно турско училище, съществувало до 1959 г., след което е обединено с Народното основно училище „Св. св. Кирил и Методий“.
През 1930 – 1931 учебна година е основано дружество „Младежки червен кръст“ („М.Ч.К.“), а на 27 септември 1934 г. е основано Въздържателно дружество „Трезвен ум“, и двете с ръководител Стефан Хаджиминев.
През 1932 г. е създаден фонд "Безплатна ученическа трапезария „Добрият самарянин“ със секретар Стефан Хаджиминев, която е открита на 27.11.1935 г.
С предписание № 364 от 8 октомври 1934 г. на Ловешкия околийски училищен инспектор е разформировано турското училищно настоятелство и със заповед № 3 от 1934 г. на същия е назначено ново настоятелство със секретар Стефан Хаджиминев.
През 1905 г. е създадена и регистрирана Кредитна кооперация „Пчела“ като взаимно-спомагателна каса. След Европейската война кооперацията прекратява дейността си, а целият ѝ капитал е раздаден на членовете ѝ във вид на заем. През 1932 г. Кредитна и потребителна кооперация „Пчела“ е възстановена, като в Управителния съвет влизат учителите Стефан Хаджиминев и Ботьо Тодоров (впоследствие касиер-деловодител), а в Контролния съвет – учителката Б. Цв. Атанасова. Потребителна кооперация „Пчела“ съществува до 1980 г.
На 11 декември 1934 г. е възстановено Говедовъдно дружество и дружество за застраховка на добитък „Крапец“ с ръководител и касиер-деловодител Стефан Хаджиминев.
На 17 януари 1927 г. е основано читалище „Възраждане“, което се помещава в една от училищните стаи до построяването на общото общинско, кооперативно и читалищно здание.
На 27 февруари 1937 г. Управителният съвет на Кредитна и потребителна кооперация „Пчела“ с председател Стефан Хаджиминев взема решение за строеж на общо общинско, кооперативно и читалищно здание, който се извършва през периода 1937 – 1938 г.
През 1930-те години на самодейна основа се представят редица пиеси, главно с участие на учителите и интелигенцията в селото: „Жертва на примера“ от Александър Тихов, „Пациенти“, „Бойка“ от Д. Симидчийски, „Пияница“, „Елмазите“ от Ал. М. Герасков, „Воловарчета“ от Петко Кацаров, „Анга“ от Иван М. Балканов, „Първи грях“, „Град или село“ и „Най-добрите другари“ от Неделчо Бенев, „Голгота“, „Завистта убива“, „Най-голямото богатство“, „Боряна“ от Йордан Йовков, „Зла свекърва“ от Ана Карима, „Делба“ от Илия Енчев, „Когато смъртта говори“ и „Смъртта на коларя“ от Селма Лагерльоф, „Земя“, „Страшният злодей“ от Веса Паспалеева и други. В представленията участват Цона Лонкова, Ботьо Тодоров, Стефан Хаджиминев, Димитър Стоянов, Станчо Станчев, Хр. Трифонов, Лазар Колев Лазаров, Йова Александрова, Цонка Хр. Каратодорова, Иринка Витанова, Б. Цв. Атанасова, Р. Войникова, П. Узунова, Т. Пенчев и други.
На 21 февруари 1949 г. при Всестранна кооперация „Пчела“ – с. Петко Славейков се основава Трудово-земеделски производителен отдел, от 23 октомври 1950 г. – Трудово кооперативно земеделско стопанство (ТКЗС) „Цвятко Ганев“ – село Петко Славейков. През следващите години стопанството претърпява няколко промени в организацията и наименованието и съществува до 1995 г., последните 4 години – в ликвидация.

## Население
Преброяване на населението през 2011 г.
Численост и дял на етническите групи според преброяването на населението през 2011 г.:
|                     | Численост | Дял (в %) |
| Общо                | 1070      | 100,00    |
| Българи             | 265       | 24,76     |
| Турци               | 777       | 72,61     |
| Цигани              | 0         | 0,00      |
| Други               | 0         | 0,00      |
| Не се самоопределят | 0         | 0,00      |
| Неотговорили        | 9         | 0,84      |

## Обществени институции
Село Петко Славейков към 2020 г. е център на кметство Петко Славейков.
В село Петко Славейков към 2020 г. има:
- действащо читалище „Възраждане – 1927“[21][22]
- действащо общинско основно училище „Св. Св. Кирил и Методий“[23]
- целодневна детска градина „Мечо Пух“[24]
- джамия
- православна църква „Света Параскева“[25]
- клуб на пенсионера
- пощенска станция[26]